# غراهام وليامز (كاتب)
غراهام وليامز (بالإنجليزية: Graham Williams)‏ هو كاتب سيناريو بريطاني، ولد في 24 مايو 1945 في تشيشير في المملكة المتحدة، وتوفي في 17 أغسطس 1990 في Tiverton, Devon ‏ في المملكة المتحدة.

## وصلات خارجية
- غراهام وليامز على موقع IMDb (الإنجليزية)
- غراهام وليامز على موقع ألو سيني (الفرنسية)
- غراهام وليامز على موقع ميوزك برينز (الإنجليزية)
- غراهام وليامز على موقع قاعدة بيانات الفيلم (الإنجليزية)
- غراهام وليامز على موقع كينوبويسك (الروسية)